# Aeletes rugiceps
Aeletes rugiceps är en skalbaggsart som beskrevs av Wenzel 1944. Aeletes rugiceps ingår i släktet Aeletes och familjen stumpbaggar. Inga underarter finns listade i Catalogue of Life.